# Brigantaggio

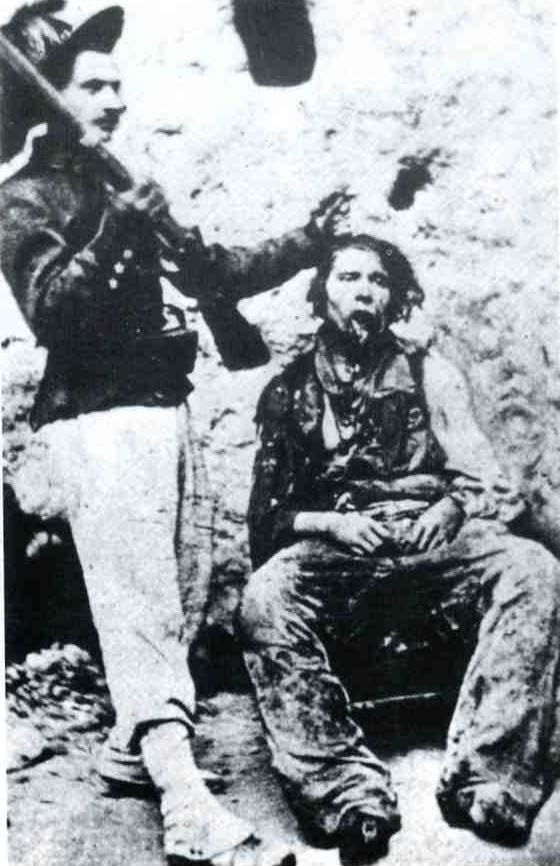
Setembro de 1863, um bersagliere mostra o cadáver do "brigante" Nicola Napolitano, depois do fuzilamento.

Brigantaggio é um termo pelo qual são chamados, na Itália, os fenômenos do banditismo comum e político, unidos a um fundo de insurreição e sedição legítimas.
Na História da Itália o termo é empregado, tendo sua própria origem na imprensa e na historiografia do risorgimento e pós-risorgimento, especialmente referindo-se às muitas rebeliões político-sociais no país, em particular na região meridional, que coincidiu com a unificação e nos anos imediatamente posteriores.
A identificação de um determinado grupo de combatentes e revoltosos com termos como "brigante" ou "bandido" depende em boa parte do ponto de vista de quem detém o poder, de quem faz as leis e tem o monopólio da força, imposta sobre o território onde ocorre a rebelião, com o objetivo de desacreditá-la e isolá-la do seu contexto social. Um grande exemplo de quão controverso pode ser o uso de tais termos tem-se no fato dos partisanos da resistência italiana terem sido comumente definidos como "bandidos" pelas forças de ocupação nazistas, e como tais foram tratados.

## Histórico
A primitiva forma de brigantaggio registrada como tal verificou-se na antiguidade, durante as guerras civis romanas que laceraram a República Romana. O fenômeno manteve-se e cresceu durante o principado sobretudo nas províncias romanas, motivado pelas malversações praticadas pelos magistrados locais.
"Brigantes" eram chamados (pelos franceses) os soldados do exército regular bourbônico da armada reunida pelo cardeal (laico) Fabrizio Ruffo, que combateram vitoriosamente contra a ocupação francesa e contra a República de Nápoles de 1799, esta última sustentada, mas não reconhecida, pela França. Estes eventos, entretanto, ficam melhor enquadrados na chamada insurreição anti-jacobina, movimentos populares de resistência à invasão francesa, presente um pouco em toda a península Itálica.
Estes movimentos nasceram em condições de forte desigualdades sociais, em territórios onde o poder se concentrava nas mãos da elite latifundiária, que mantinham o controle da terra e dos próprios interesses com a força e com conivência dos representantes da administração pública. Representando a única instância de oposição ao poder exercido pela oligarquia sobre a classe dos agricultores, alguns dos brigantes ganharam fama e apoio da população assumindo, na cultura rural e na literatura, um caráter por vezes lendário, como por exemplo ocorreu no caso do cangaço que, por décadas, agiu no Nordeste do Brasil.

## Obrigantaggiopós-unitário
O Estado italiano é estado de uma ditadura feroz que tem mantido a ferro e fogo a Itália meridional e suas ilhas, esquartejando, fuzilando, sepultando vivos os fazendeiros pobres que escritores comprados tentaram difamar com a marca de brigantes".— Antonio Gramsci in: revista L'Ordine Nuovo, 1920"

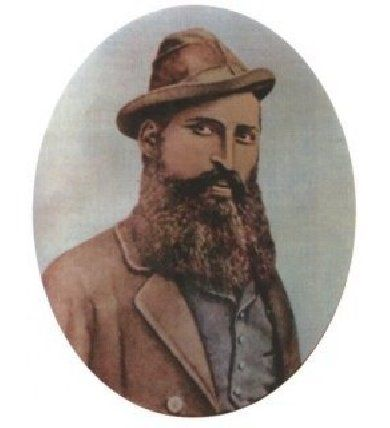
Carmine Crocco, o brigante mais importante do período pós-unitário

As execuções públicas e a exibição exemplar dos justiçados (uma prática bastante difundida no século XIX) foram largamente empregadas como advertência e como instrumento de propaganda a fim de fazer popular a guerra conduzida pelo exército italiano na repressão da revolta no Sul.
O período de mais áspera luta brigantesca ocorreu no Mezzogiorno da Itália nos dias que se seguiram à ocupação militar do Reino das Duas Sicílias e sua subsequente anexação ao nascente Reino de Itália. Os bandos dos brigantes neste período eram compostos por ex-soldados do dissolvido reino duo-siciliano (que permaneceram fiéis à deposta dinastia bourbônica), de agricultores e pastores que lutavam contra os proprietários de terras e latifundiários (os quais, assim como no anterior regime bourbônico, continuavam a deter grande parte da terra meridional, tirando suas rendas dos agricultores de fato, servos das glebas) e ainda por criminosos e fugitivos, levados a viverem "ao léu". Outros motivos que os levaram à revolta os agricultores eram constituídos pela privação das terras devolutas e do obrigatório serviço militar introduzido (como em todo o resto da Itália) pelo governo unitário, aliado a uma taxação mais elevada que as anteriormente vigentes. Particular importância a difusa desilusão com o novo governo em melhorar as duríssimas condições de trabalho e exploração em que viviam, herdados dos Bourbons. Por último, mas não sem importância, a anexação ao Reino da Itália foi sentida pela população como uma ameaça à própria fé e tradições.
A precariedade da infraestrutura e da rede viária no Mezzogiorno herdada do período bourbônico, finalmente, facilitavam grandemente a ocultação dos bandos dos brigantes.
O brigantaggio se contrapunha, antes da unificação, com a milícia cívica, armada pelos nobres e proprietários do Sul italiano, do que propriamente pelos ataques violentos do exército italiano, chamados então de "piemontês". Com a sucessão do Reino da Sardenha pelo Reino da Itália, seu exército recrutava seus milicianos em sua maioria entre lombardos, emilianos, toscanos, umbrianos e até sicilianos.
As ações dos bandos, dispersa por todo o território continental que compreendia o antigo território do Reino das Duas Sicílias, foi definido de acordo com o ponto de vista: brigantaggio (propriamente dito), revolta - num ponto de vista mais imparcial; por um ponto de vista mais hostil à unificação italiana, era a "resistência".

### Brigantaggio em Maremma
Outro fenômeno de brigantaggio, embora de natureza diversa, desenvolveu-se em Maremma na segunda metade do século XIX e primeiros anos do século XX.
Nesta área entre a Toscana e Lácio as causas são encontradas num forte descontentamento comum em toda a população, nos primeiros anos da Unificação italiana, quando foram interrompidos, por um certo período de tempo, os grandes trabalhos da rede hidráulica e a reforma agrária. Tudo isso determinou um nascente sentimento nostálgico difuso da antiga política do "bom governo" da Lorena que, naquelas partes, foi solo fértil para a difusão do fenômeno do brigantaggio.
Todavia, tanto na província de Grosseto quanto na de Viterbo, o fenômeno nunca é organizado, pois todos os brigantes agiam solitariamente; embora tivessem seus próprios aprendizes, e cuidassem de difundir seu estilo, nunca aspiravam controlar um pequeno "exército".
Os ataques e atos criminosos eram majoritariamente revoltas aos símbolos que representavam os grandes proprietários (latifundiários) e o novo estado italiano; suas ações, que nunca eram contra a população, voltavam-se contra os guardas, guardas-caça, grandes proprietários e policiais.
O Estado iniciou um combate cerrado para reprimir e debelar este fenômeno criminoso, que foi concluído positivamente depois de algumas décadas, no início do século XX. Ao mesmo tempo, foram retomadas as obras de infraestrutura e a reforma agrária, elementos essenciais para o desenvolvimento sócio-econômico que se seguiu.

## Início da revolta: 1860-61
Já na última fase da Expedição dos Mil os Bourbons, entrincheirados ao norte do Volturno em volta de Gaeta, haviam decidido lançar mão de formações armadas irregulares como suporte às tropas regulares ativas entre o Sannio e o Abruzzo, com o propósito de cobrir o flanco direito contra o avanço para o sul do exército sardo, guiado pelo general Enrico Cialdini. 
No extremo sul continuava a resistência, que prosseguiu até a primavera de 1861, na cidadela de Messina (que, já em julho do ano anterior havia cessado o combate, organizando a libertação da cidade e não obstaculando Garibaldi ao passar pelo estreito) e apenas em 20 de março de 1861, três dias depois da proclamação da unificação italiana, a guarnição da cidadela  de Civitella del Tronto rendeu-se.
Em sequência à partida dos Bourbons de Nápoles, depois da desafortunada conclusão da Batalha do Volturno, e do assédio a Gaeta, o partido legitimista tratou de se organizar para resistir ao invasor (apoiados pelos Bourbons de Nápoles, exilados em Roma, e um pouco pelos Bourbons de Espanha, pela nobreza legitimista e parte do clero).
Para essas formações irregulares, que a população local denominava masse, afluíram milhares de homens: ex-soldados do exército derrotado e dissolvido, recrutas que refutavam servirem sob a bandeira italiana, população rural, bandidos profissionais e brigantes eventuais, que se dedicavam ao roubo nos períodos em que não conseguiam encontrar emprego na agricultura. Foram registradas sublevações difusas, seguidas pela constituição dos comitês insurrecionais (comitati insurrezionali), que eram substituídos por municipalidades legitimistas.
Em Nápoles, quando a ex-capital enfrentava uma grave crise econômica, atuava a propaganda do comitê bourbônico (comitato borbonico) da cidade que veio, enfim, a organizar uma manifestação a favor da dinastia deposta.
No mês de abril veio a eclodir uma conspiração antiunitária em que foram presos seiscentas pessoas, dentre as quais 466 oficiais e soldados do dissolvido exército bourbônico.
Na primavera de 1861, a revolta já tinha se espalhado por todo o Mezzogiorno continental, assumindo frequentemente a forma da jacquerie na zona rural, fadado à derrota diante do confronto face um exército moderno. 
Materializava-se, todavia, o risco concreto de uma conexão entre todos os focos revoltosos, desde a Calábria às províncias adjacentes ao Estado Pontifício, onde residia o rei deposto, Francisco II, com ações centradas em Irpínia e Basilicata, que levou a um notável aumento da força empregada, exemplo da ferocidade com que foram reprimidas as insurreições.

## A repressão de Cialdini (1861-1864)
Em agosto de 1861, foi enviado a Nápoles o general Enrico Cialdini, com poderes excepcionais para enfrentar a emergência do brigantaggio. Ele soube reforçar o partido sabaudo, arregimentando milicianos do dissolvido exército meridional de Garibaldi e perseguindo o clero e os nobres legitimistas. Numa segunda fase, comandou uma dura repressão levada a efeito através dum sistemático recurso de prisões em massa, execuções sumárias, destruição de casebres, destruição de fazendas e plantações, amplas ações contra centros habitados: fuzilamento sumário e incêndio de vilas onde se refugiavam os briganti eram a ordem do dia, sendo especialmente famoso o canhoneio da vila de Mola em 17 de fevereiro de 1861, e as matanças de Casalduni e Pontelandolfo, em agosto de 1861. O objetivo estratégico consistia em restabelecer as vias de comunicação e conservar o controle dos centros habitados. A força à sua disposição consistia em cerca de vinte e dois mil homens, que logo passaram a cinquenta mil em dezembro deste mesmo ano.
Os instrumentos à disposição da repressão foram, neste tempo, incrementadas, com a multiplicação dos resgates e o instituto das deportações. Em agosto de 1863, foi promulgada a famigerada "Lei Pica". Tal lei, contrária a muitas disposições constitucionais, atingia não somente os supostos briganti, mas submetia ao tribunal militar todos e quaisquer parentes em conjunto aos simples suspeitos.
No correr dos anos 1862 e 1863, as tropas dedicadas à repressão foram ampliadas para cento e cinquenta mil homens (cerca de dois quintos das forças armadas italianas da época) e o general Cialdini pôde retomar o ataque, vindo a eliminar os grandes bandos e seus maiores chefes e, acima de tudo, extinguir o chamado "focolaio lucano" (reduto lucano).

## A continuação esporádica da revolta de 1865-1870
Com sua ação, Cialdini havia atingido seu objetivo principal contra o brigantaggio, eliminando o cenário para uma possível insurreição geral das províncias meridionais. A revolta continuava, porém não tinha qualquer caráter de ação coletiva, e o apoio popular desaparecia. A resistência se degenerou cada vez mais a mero banditismo. Na realidade, somente em 1867, Francisco II das Duas Sicílias dissolveu o governo bourbônico no exílio. A ação isolada de alguns grupos irredutíveis continuava mas, em vista da impossibilidade de obtenção de resultados políticos e, para que não se continuasse uma guerra civil permanente, a insurreição foi gradualmente chegando ao fim.  
Em janeiro de 1870 o governo italiano aboliu a zona militar das províncias meridionais, consagrando assim o fim oficial do brigantaggio.

## Resultados e consequências
Segundo estimativa de alguns jornais estrangeiros que dependiam de informações "oficiais" do novo Reino de Itália, entre setembro de 1860 e agosto de 1861, houve no Reino das Duas Sicílias: 8.964 fuzilados; 10.604 feridos; 6.112 prisioneiros; 64 sacerdotes, 22 monges, 60 rapazes e 50 mulheres mortos; 13.529 presos; 918 casas incendiadas; 3.000 famílias perseguidas e 12 igrejas saqueadas. Como se tratam de dados oficiais, deve-se considerar que foram certamente subestimados pelo Ministério da Guerra, ainda que se referissem a apenas um ano. 
Os problemas que deram origem ao brigantaggio e que, em grande parte, eram de responsabilidade do governo bourbônico, continuavam por serem resolvidos. Assim, para muitos habitantes do sul, a única esperança de sobrevivência consistiu na emigração. O desequilíbrio estrutural entre norte e sul da Itália foi abordado de modo mais orgânico pela classe dirigente italiana, que deu início ao debate sobre a questão meridional, nos termos sociais e econômicos em que a conhecemos atualmente.  

## O debate histórico
Alguns historiadores propuseram a revisão dos capítulos de ensino de algumas páginas do passado italiano recente. Em parte, está em curso uma reivindicação do papel desempenhado pelo sul como financiador do desenvolvimento industrial do Reino de Itália. Por outro lado, é acentuado o discurso da história econômica e monetária como elemento chave para o entendimento do desequilíbrio entre norte e sul.
Foi nesse período que o sistema bancário de estruturou de maneira similar à atual: o sul com altas taxas e impostos que não são investidos no território, mas sim no financiamento da indústria norte-italiana. A taxação imposta do Reino da Itália, a mesma do norte estendida ao novo reino, e ainda mais exacerbada - como o imposto sobre trigo - coincidiram temporalmente com a emigração em massa que se verificou após a unificação da Itália. O afluxo de poupança dos emigrantes (incluindo muitos venezianos, romanos, lígures e piemonteses) para as famílias foi significativo formador de reservas cambiais. Somaram-se às reservas em ouro (443 milhões de Lira-ouro, na época equivalente a mais de 60% dos ativos de todos os estados italianos juntos) na aquisição dos bancos do sul pelo futuro Banco da Itália. Alguns críticos e historiadores interpretam o brigantaggio como sintoma do processo de transferência de riquezas do sul para o norte.  

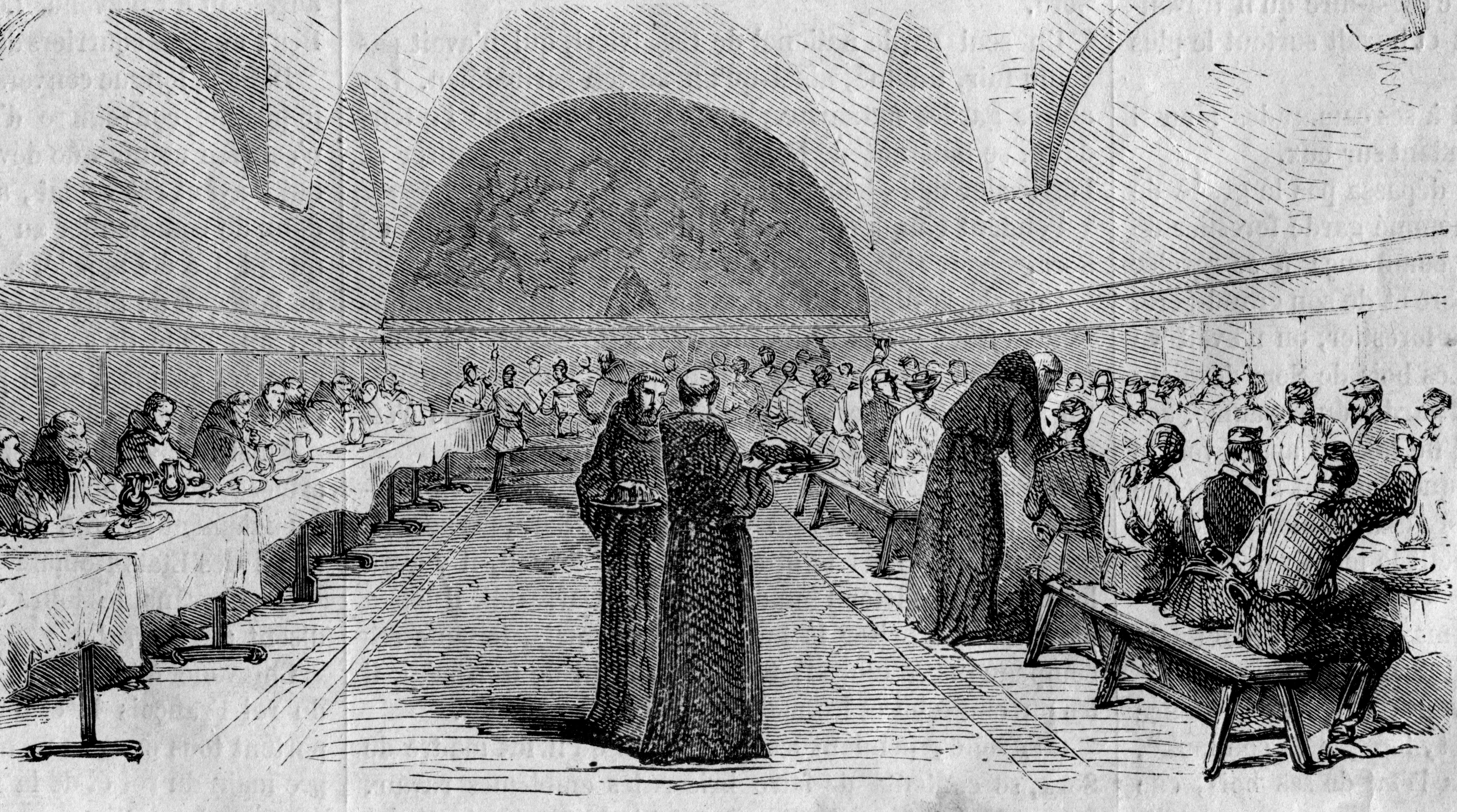
Bando do brigante Chiavone no refeitório da Abadia de Trisulti

## Brigantes famosos
| - Carmine Crocco dito Donatelli - Giuseppe Musolino, o rei do Aspromonte. - Pietro Masi dito Bellente de Appignano (Província de Macerata) - 'Vicenzo Curcio - Antonio Angelo Del Sambro, ou Angelo Maria Del Sambro, dito "u' Zambr" ("lu Zambro") (Gargano) - Gaetano Tranchella - Gaetano Manzo - Antonino Maratea dito Ciardullo - Alfonso Carbone - Cosimo Giordano - Luigi Alonzi dito Chiavone - Nunzio Tamburrini - Antonio Trapasso dito Gallo | - Domenico Tiburzi dito Domenichino - Pietro Monaco - Maria Oliviero dito Ciccilla - Giuseppe Nicola Summa dito Ninco Nanco - Antonio Cotugno - Giuseppe Tardio - Gioseffi Teodoro dito Caporal Teodoro - Berardo Viola - Cicco Cianci - Domenico Straface dito Palma - Salvatore Giuliano - Vincenzo Macrini - Giuseppe Schiavone | - Vincenzo Capraro - Angelo Pugliese - Costanzo Maio - Pasquale Cavalcante - Angelo Bianco dito Turri Turri - Vincenzo Mastronardi dito Amato - Federigo Bobini dito Gnicche - Bernardo Colamattei dito Il brigante delle Mainarde - Antonio Locaso dito ‘U Craparidd - Stefano Pelloni dito il Passatore - Ferdinando Mittiga - Nicola Napolitano dito il Caprariello - Sataliviti, registrado como Antonio Catinella - Marco Sciarra apelidado de rei da campanha |

## Filmografia
- Il brigante di Tacca del Lupo (1952) de Pietro Germi
- Li chiamarono briganti! (1999) de Pasquale Squitieri